# Tmesisternus papuanus
Tmesisternus papuanus là một loài bọ cánh cứng trong họ Cerambycidae.